# Torre Nueva de Guadiaro
La Torre Nueva de Guadiaro és una talaia situada en la localitat andalusa de Sant Roque al costat de la desembocadura del riu Guadiaro construïda per a la vigilància del tram de costa adjacent davant la presència de pirates barbarescos. Comparteix característiques amb altres torres artillades de la regió edificades en les mateixes dates i com aquestes va entrar a formar part del sistema de fortificacions del Camp de Gibraltar amb posterioritat a la pèrdua de Gibraltar.
La torre va ser construïda amb posterioritat a 1516 quan mitjançant Real Cèdula es posa de manifest la necessitat de vigilància d'aquestes costes pel fet que l'única torre situada en la rodalia, l'actualment coneguda com a Torre Quebrada de Guadiaro, havia estat destruïda per un llamp. Té planta circular amb 14 metres de diàmetre i alçat troncocònic de 16 metres dels quals 4 es corresponen amb l'escarpa. Els seus murs estan composts per carreus en filades horitzontals units amb morter que delimiten dues estances amb volta i comunicades entre si mitjançant una escala adossada als murs. A l'interior de les estances se situava una xemeneia destinada al cos de guàrdia. La porta d'accés a les estances es troba a diversos metres del sòl i era accessible mitjançant una escala de corda. Es desconeix com era el seu terrat originalment perquè reformes posteriors destinades a crear una sòlida plataforma per a l'artilleria van canviar la seva fesomia.

## Referència
1. ↑  Sáez Rodríguez, Ángel J. «El Campo de Gibraltar tras el Gran Asedio. Estado de su defensa en 1796». Almoraima. Revista de estudios campogibraltareños, 2003. ISSN: 1133-5319.
2. ↑  «Base de datos del Patrimonio Inmueble de Andalucía».   Consejería de Cultura y Deporte, Junta de Andalucía. [Consulta: 11 gener 2013].